# Matsuo Kishi
Pour les articles homonymes, voir Kishi (homonymie).
Matsuo Kishi (岸 松雄, Kishi Matsuo), né le 18 septembre 1906 et mort le 17 août 1985, est un critique de cinéma, réalisateur, scénariste, producteur et biographe japonais. Son véritable nom est Aji Shūichirō.

## Biographie
Matsuo Kishi a écrit 40 scénarios de film entre 1938 et 1960.

## Filmographie sélective

### Réalisateur
- 1938 : Kazaguruma (風車?)

### Scénariste
- 1945 : Le Chant de la victoire (必勝歌, Hisshō ka?) de Kenji Mizoguchi, Masahiro Makino, Hiroshi Shimizu et Tomotaka Tasaka
- 1949 : Monsieur Shosuke Ohara (小原庄助さん, Ohara Shōsuke-san?) de Hiroshi Shimizu
- 1951 : Le Fard de Ginza (銀座化粧, Ginza Keshō?) de Mikio Naruse